# Finstersee
Finstersee ist ein Dorf in der Gemeinde Menzingen im Schweizer Kanton Zug.

## Lage und Sehenswürdigkeiten
Das Dorf mit 394 Einwohnern liegt auf 774 m ü. M. am Westhang des Gottschalkenbergs hoch über der Sihl. Im Ortskern steht die 1867–1868 errichtete neugotische Kirche St. Bartholomäus von Wilhelm Keller. Unterhalb des Ortskerns am Ufer der Sihl liegt der auffällige Bau der Strafanstalt Bostadel, an der Strasse nach Menzingen der Wilersee.
Gleich bei der Kirche liegt auch Finstersees kleine Schule, die von Schülern der Unterstufe eins und zwei besucht wird. Die Schule wurde bereits 1858 gegründet. Das damalige Schulhaus ist bis heute erhalten und steht direkt neben dem aktuellen Schulhaus, das 1947 erbaut wurde. Es besitzt lediglich ein grosses Schulzimmer, einen Werkraum und ein Zimmer für Textilesgestalten. Die vier Schuljahrgänge besuchen die Schule alle vier Jahre in einer grossen Klasse aus allen Jahrgängen, welchen den Zusammenhalt unter den Schülern extrem stärkt.

Historisches Luftbild von Werner Friedli von 1953